# Glyphodes quadrimaculalis
Glyphodes quadrimaculalis is een vlinder uit de familie van de grasmotten (Crambidae), uit de onderfamilie van de Spilomelinae. De wetenschappelijke naam van deze soort is voor het eerst voorgesteld als Botys quadrimaculalis door Otto Bremer en William Grey in een publicatie uit 1853.
De soort komt voor in Noord-China.